# Иван Хамамджиев (дипломат)
 Тази статия е за дипломата.  За офицера вижте Иван Хамамджиев.  
Иван Георгиев Хамамджиев  е български дипломат и общественик, работил в Тракия и Македония в края на XIX – началото на XX век.

## Биография
Роден е в Сопот в голям род. На 6 януари 1907 година Хамамджиев е назначен за търговски агент в Цариград, а от 15 януари 1910 година е управляващ консулството в града. По време Балканската война, на 7 декември 1912 година е назначен за окръжен управител на новообразувания български Серски окръг. По-късно в края на годината за месец е консул в попадналия в Гърция след Междусъюзническата война Сяр.
След Първата световна война на 5 март 1920 година е назначен за генерален консул в Цариград. В 1921 година е отзован, тъй като победителките във войната не позволяват на никоя държава от бившия съюз на Централните сили да има свой дипломатически представител в Истанбул, докато не се ратифицира Севърският мирен договор от страна на Османската империя.